# Knooppunt Aalborg Syd
Knooppunt Aalborg Syd (Deens: Motorvejskryds Aalborg Syd) is een knooppunt in Denemarken tussen de Nordjyske Motorvej richting Aarhus en Frederikshavn en de Mariendals Mølle Motorvejen richting het centrum van Aalborg. Het knooppunt is genoemd naar de stad Aalborg, waar het knooppunt ligt.
Het knooppunt is uitgevoerd als een trompetknooppunt. 
| Aansluitende wegen                                   | Aansluitende wegen | Aansluitende wegen | Aansluitende wegen | Aansluitende wegen     |
| ---------------------------------------------------- | ------------------ | ------------------ | ------------------ | ---------------------- |
| Mariendals Mølle Motorvejen richting Aalborg Centrum |                    |                    |                    | richting Frederikshavn |
|                                                      |                    |                    |                    |                        |
|                                                      |                    |                    |                    |                        |
|                                                      |                    |                    |                    |                        |
| richting Aarhus                                      |                    |                    |                    |                        |

Aalborg Centrum · Aalborg Nord · Aalborg Syd · Århus Nord · Århus Syd · Århus Vest · Avedøre · Ballerup · Brøndby · Fredericia · Gladsaxe · Herning · Herning Syd · Ishøj · Kliplev · Køge Vest · Kolding · Kolding Vest · Kongens Lyngby · Nørresundby Centrum · Odense · Rødovre · Skærup · Taastrup · Vallensbæk · Vendsyssel